# En Mesalliance
En Mesalliance er en dansk stum romantisk dramafilm fra 1912 produceret af ejeren af Biografen, Oscar Emanuel Nathansohn, og instrueret af Paul Welander efter Emil Skjernes manuskript
Filmen var den anden film, der var produceret af Nathansohn og havde premiere i Biografen på Gammel Kongevej den 5. oktober 1912.

## Handling
En spillelysten greve har en smuk datter, som Baron Francis North gerne vil giftes med. Han låner penge til greven i håbet om at få greven datter, men datteren vil ikke baronens selskab. Hun er forelsket i en jockey, der rider grevens heste. Greven har fyret en af sine hestetrænere, der hævner sig ved at brænde greven villa ned. Jockeyen redder både greve og datter ud af flammerne. Baronen hjælper igen greven, der flytter på badehotel med datteren. Baronen opdager, at datteren er forelsket i jockeyen, og fortæller dette til greven, der bliver opbragt og opsiger jockeyen. Jockeyen skriver et brev til datteren og fortæller, at han rejser til Amerikan på Amerikadamperen. Datteren svømmer ud til damperen, der sejler forbi, og hun reddes igen af jockeyen. Greven og baronen har set det fra stranden, og baronen tager nu sin motorbåd og sejler efter damperen, som han indhenter. Det kommer til at opgør mellem baronen og jockeyen, og baronen kaster jockeyen i havet. Jockeyen reddes at nogle fiskere, og baronen arresteres og bliver dømt. Datteren vender tilbage til greven og beder om tilgivelse, og greven erfarer, hvad der er passeret, og giver de unge elskende sit samtykke. Parret giftes og badegæsterne arrangerer et optog til ære for brudeparret.

## Medvirkende
- Elith Reumert - Grev Thomas Mersey
- Sigrid Bjørvig - Komtesse Lillian, grevens datter
- Otto Detlefsen - Baron Francis North
- Emil Skjerne - John, grevens jockey
- Charles Løwaas - En dommer
- Edvard Jacobsen - En politiassistent
- Parly Petersen - Træneren
- Agnes Bovien - Kammerpigen
- Carl Lundbeck - Grevens tjener
- Alexander Bovenschulte - Baronens tjener